# Mubarak-Mervazi-Mausoleum
Das Mubarak-Mervazi-Mausoleum (usbekisch Muborak Mervaziy maqbarasi) ist ein Bauwerk in Usbekistan. Das Mausoleum wurde im 14. Jahrhundert erbaut und liegt im Viertel Sariqqishloq im Bezirk Mubarak im Viloyat Qashqadaryo.
Gemäß den Rechten an nicht-wohnwirtschaftlichem Eigentum gilt es als Staatsbesitz und wird unter der Zuständigkeit der Abteilung für Kulturerbe der Viloyat Qashqadaryo betrieben. Es ist als staatliches Eigentum gemäß der Vereinbarung über die Nutzung des Wohltätigkeitsfonds der Gemeinde Vaqf ausgewiesen. Durch Kabinettsbeschluss der Republik Usbekistan vom 4. Oktober 2019 wurde das Anwesen in die nationale Kulturerbeliste aufgenommen und steht unter staatlichem Schutz.

## Geschichte
Das Mausoleum von Mubarak al-Mervazi ist nach einer Person aus der Abstammungslinie Mohammeds, ʿAbdallāh ibn al-Mubārak, benannt. Er gilt als einer der Gründer des Mubarak-Distrikts in der Viloyat Qashqadaryo.
ʿAbdallāh ibn al-Mubārak hatte den vollständigen Namen Abu Abdurahman Abdullah ibn al-Hanzali al-Mervazi (736–797). Er wurde in der antiken Stadt Merw in Transoxanien (heutiges Mary (Turkmenistan)) geboren und verstarb im Alter von 63 Jahren in der  Provinz Chirasan, in der Nähe des Euphrats im heutigen Irak, im Jahr 798. Er wurde an diesem Ort begraben. Er gilt als kenntnisreicher Gelehrter, Sufi und Hadith-Gelehrter. Seine Aktivitäten waren hauptsächlich auf Merw ausgerichtet. Er reiste in viele Städte der islamischen Welt, darunter Bagdad, Basra, Mekka, Medina, Balch, Buxoro, Samarqand und Qarshi, wo er von nahezu viertausend Gelehrten lernte. Während seiner Reisen traf er auf Abū Hanīfa und nahm einen prominenten Platz unter dessen Schülern ein. Er verfasste Werke über Sufismus, Rechtsprechung, Hadith-Studien, Geschichte, Philologie und Kommentare zum Koran.

## Architektur
Der Eingangsbereich des Mausoleums ist mit zwei Kuppeln überbaut. An der Rückseite des Gebäudes befinden sich Inschriften in Kufischer Schrift mit weißen Buchstaben auf blauem Grund. Im Gebäude befindet sich in der Mitte Mubarak al-Mervazis Grab, ein Gebetsraum, ein kleines Wasserbecken und ein Hof. Das Gelände ist von einer dicken Mauer umgeben. Das Mausoleum nimmt keine besonders große Fläche ein. Die Umgebung der Begräbnisstätte blieb viele Jahre lang in einem verfallenen Zustand. In den Jahren 2017 bis 2018 wurde das Gebiet um das Mausoleum umfassend renoviert.